# كارلوس سالازار هيريرا
كارلوس سالازار هيريرا (بالإسبانية: Carlos Salazar Herrera)‏ هو صحفي وكاتب وشاعر كوستاريكي، ولد في 1906 في سان خوسيه في كوستاريكا، وتوفي بنفس المكان في 24 يوليو 1980.